# Crkva Sv.Petra i Pavla (Bochum)
Rimokatolička crkva Sv.Petra i Pavla najstarija je katolička crkva u Bochumu. Izgrađena je 1655. i jedna je od najstarijih crkava u Vestfaliji.

## Povijest
Iz povijesnih izvora saznajemo da je na mjestu današnje crkve već 785. – 800. car Karlo Veliki dao sagraditi katoličku crkvu. Na brežuljku pokraj crkve napravio je i kapelicu posvećenu Sv.Petru. Karlo Veliki dao je napraviti i dodatnu lađu za smještaj vjernika.
U 11.st. crkvena dvorana je ponovno proširena za potrebe vjernika. 1175. posvećena je krstionica napravljena od kamena iz obližnjega kamenoloma. Izradio ju je sam rektor obližnjeg samostana kao dar crkvi. Od toga vremena svi stanovnici Bochuma i okolice su kršteni u toj krstionici. 25. travnja 1517. crkva je teško stradala u požaru. No, već 1547. posvećena je nova crkva izgrađena u romaničkom i kasnogotičkom stilu. Crkva je posvećena Sv.petru i sljedećih 100 godina i dalje će biti jedina crkva u Bochumu. U 17.st. manji dio crkve bio je oštećen u laganom potresu koji je zahvatio grad. Stoga je crkva proširena, a temelji su poduprti novim kamenim blokovima.
1766. crkveni toranj je obnovljen, zbog dotrajala kamena i izgrađena je mala sakristija.
1888. crkva je izrasla u najveću crkvu Vestfalije, pa je župa podijeljena na nekoliko manjih, što je potaklo izgradnju novih crkava u Bochumu i okolici. 
1920. crkvu je ponovno zahvatio požar, a šteta je podmirena tek nakon dvije godine obnove. Crkva je bila oštećena u Drugom svjetskom ratu, posebice sakristija i crkveni toranj. Rane od rata zacijelile su 1959. nakon dugogodišnje obnove i nadogradnje, kada su prošireni crkveni hodnici i izgrađene dvije nove kapelice.
Od 1976. do 1977. ministarstvo kulture sufinanciralo je restauraciju crkvenog zlata i srebra. U suradnji s Kölnskom nadbiskupjiom predstavljeni su povijesni dokazi koji su ubrzali proces proglašenja crkve kulturnim dobrom. 
68 metara visok crkveni toranj s tri prozora na dva kata jedna je od znamenitosti Bochuma. Prije šteta u Drugom svjetskom ratu bio je ukrašen tzv. Steinbrüstungenund ciglom, visokokvalitetnom dekorativnom ciglom iz Ruhrske oblasti. Na tornju se nalazi pet zvona od kojih svako ima svoj ton. Tonovi zvona su: gis, h, cis, e i fis.

## Značajke
- U crkvi se nalazi pet mozaika, koji potječu iz 1888., a prikazuju prizore iz Kristova života.
- Drveni križ izradio je 1884. tesar Theodor Brock Hinke. Osim Kristove muke na križu se može vidjeti i čistilište i Sveto Trojstvo.
- Drveni oltar iz 19.st. djelo je stolara Brock Hinkea. Središnji dio prikazuje Mariju, Isusovu majku u trenutcima boli i žalosti. U crkvi se čuva i stariji kameni oltar iz 11.st. s posrebrenim i pozlaćenim mozaikom Sv.Perpetue i Felicite, a s bočne strane se nalaze kameni ukrasi koji podupiru kipove Sv.Petra i Sv.Pavla. Stari oltar dio je vrijedno čuvane crkvene zbirke.
- Kamen za podipuranje bedema crkve vađen je iz obližnjeg kamenoloma 60-ih godina 15.st.
- Drvena rezbarija koja prikazuje uplakanu Majku Mariju napravljena je od drveta iz obližnje hrastove šume.[3]